# 我爸爸的小飞龙
《我爸爸的小飞龙》是2022年上映的2D奇幻动画电影，由诺拉·托梅导演，梅格·蕾法芙和约翰·摩根联合编剧，配音阵容包括雅各·特倫布雷、伽塔·马塔拉佐、格什菲·法拉哈尼、黛安·韦斯特、麗塔·莫瑞諾、克里斯·奥多德、茱蒂·葛瑞兒、亞倫·甘明、亞拉·沙希迪、傑基·厄爾·哈利、琥碧·戈柏和伊恩·麥克夏恩。影片改编自鲁思·斯泰尔斯·甘尼特1948年的同名小说，讲述“我爸爸”埃尔默与小飞龙鲍里斯拯救逐渐沉没的岛屿野蛮岛的奇幻经历。
影片由Netflix动画、知更鸟影业和Cartoon Saloon联合制作，原定于2021年在Netflix平台首播，其后延至2022年11月4日在爱尔兰、美国和英国的院线有限上映，同年11月11日登陆Netflix。电影获得影评人普遍好评。

## 剧情
一位失明老妪讲起父亲埃尔默·埃利威特小时候的故事。埃尔默与母亲德拉在小镇里开了一家糖果店，然而没过多久就因为小镇居民陆续搬走而歇业，需要另觅地方营业。埃尔默和德拉计划到远方的城市开一家新店，结果在路上花光了全部积蓄。
有一天，正在和一只小猫玩的埃尔默灵机一动，提出要用乞讨的方式筹措开店的资金，但被德拉驳回。埃尔默非常生气，自己一个人跑到码头去。小猫跟着埃尔默过去，开始和埃尔默说起人话，着实给埃尔默吓得不轻。小猫说在离城市很远很远的野蛮岛（Wild Island）上有一条龙，这条龙或许能帮忙。埃尔默接纳小猫的建议，决定踏上前往野蛮岛的征途，路上一头名叫索达的鲸喷着水柱送他过去。来到野蛮岛，索达说大猩猩赛瓦正在借助的龙的力量，以防止野蛮岛下沉，但收效甚微。
埃尔默救走傻乎乎的小飞龙鲍里斯，之后与鲍里斯一起去找乌龟阿拉图亚，希望阿拉图亚能找出防止野蛮岛在100年后彻底沉没的良方。鲍里斯说，自打自己记事以来，他们龙族就一直在保住这个岛，如果成功，就会被封为后龙（After Dragon）。谈话中，埃尔默惊讶地发现鲍里斯不能飞，因为他的翅膀在埃尔默救他的时候折断了。除此之外，埃尔默怕水和火。鲍里斯跟埃尔默约定好，一旦自己完成使命，就会帮助埃尔默筹集开店的资金。路上，鲍里斯和埃尔默碰到岛上的居民，有鳄鱼科尼利厄斯、老虎姐妹萨莎和乔治、母犀牛艾莉丝，他们都在躲避赛瓦的猴子大军。
一行人来到阿拉图亚的老巢，结果发现阿拉图亚已经去世，野蛮岛看来是难逃沉没的噩运了。在一朵花上面休息的时候，大家发现了赛瓦的大军。赛瓦说自己知道阿拉图亚的死因，赛瓦的獼猴副手小关听完非常灰心，觉得整个岛已经没救了，于是继续之前的计划，用一顶大蘑菇当木筏，借此离开野蛮岛。和鲍里斯飞行的时候，埃尔默突然发现岛是被下面的根拽下去的，于是让鲍里斯用尽全力的飞行，把两个根给拉上来，结果鲍里斯碰到了最害怕的火昏了过去，埃尔默也从岛上摔了出去。
埃尔默被赛瓦救走，赛瓦说他的猴子大军正疏散岛上的居民，又斥责埃尔默利用鲍里斯的能力。赛瓦看到阿拉图亚的死让大家非常担心，不禁慌了神；后来性格憨厚的鲍里斯说要拯救世界，赛瓦更慌了，于是撒谎说自己能控制鲍里斯，以此打消鲍里斯的念头。埃尔默抱着想收拾残局的心态回到岛上，此时鲍里斯说找到了拯救岛的方法，说完就纵身跳入火海，把整个岛从海里举了起来，他也因而成为自己所希望的后龙。
鲍里斯把救岛的方法传授给岛上的动物，希望他们能传达给之后的龙族，之后送埃尔默回家。回家路上，他们碰到住在橘子树上的小关。影片的最后，埃尔默与母亲在城里过上新生活。

## 配音
- 雅各·特倫布雷 饰 埃尔默·埃利威特（Elmer Elevator）[5]
- 伽塔·马塔拉佐 饰 小飞龙鲍里斯（Boris）
- 格什菲·法拉哈尼 饰 黛拉·埃利威特（Dela Elevator），埃尔默的母亲[6]
- 伊恩·麥克夏恩 饰 大猩猩赛瓦（Saiwa）
- 克里斯·奥多德 饰 獼猴小关（Kwan）
- 傑基·厄爾·哈利 饰 眼鏡猴塔米尔（Tamir）
- 黛安·韦斯特 饰 犀牛艾莉丝（Iris）
- 麗塔·莫瑞諾 饰 麦克拉伦夫人（Mrs. McClaren）
- 茱蒂·葛瑞兒 饰 鯨索达（Soda）
- 亞倫·甘明 饰 鳄鱼科尼利厄斯（Cornelius）[7]
- 亞拉·沙希迪 饰 凯莉（Callie）
- 琥碧·戈柏 饰 小猫
- 玛丽·凯·普莱斯 饰 旁白
- 麗頓·麥斯達 饰 老虎萨莎
- 斯宾塞·摩尔二世（英语：Spence Moore II） 饰 老虎萨莎乔治
- 亞當·布羅迪 饰 鲍勃（Bob）
- 易筱凌（英语：Charlyne Yi） 饰 玛格达（Magda）
- 杰克·S·A·史密斯（Jack S.A. Smith）饰 尤金（Eugene）
- 玛吉·林肯（Maggie Lincoln）饰 葛蒂（Gertie）

## 制作
2016年6月，报道指Cartoon Saloon正在改编《我爸爸的小飞龙》，由汤姆·摩尔和诺拉·托梅联袂执导。2018年11月，Netflix宣布加入项目，诺拉·托梅为唯一导演。
2022年4月，剧组公布首批剧照。麥可·唐納和杰夫·丹纳担任配乐。

## 发行
2022年10月8日，影片全球首映礼于第66届倫敦影展举行。北美首映礼于2022年10月22日在Animation Is Film Festival举行。
2018年11月，Netflix宣布影片于2021年发行。然而到了2021年1月，Netflix首席执行官泰德·萨兰多斯透露影片推迟到2022年或晚些时候发行，以配合Netflix每年发行六部动画片的配额。影片于2022年11月4日在爱尔兰、美国和英国院线有限上映，同年11月11日上线Netflix。

## 评价

### 专业评价
根据評論匯總网站爛番茄汇总的68篇评论文章，87%的评论家给予该作正面评价，平均打分为7.2分（满分10分）。Metacritic平均分74/100（21位影评人），表示“普遍好评”。
2023年3月，本片在爛蕃茄發表「270部由21世紀女性執導的電影佳作」清單榜上有名。

### 奖项
| 大奖                       | 典礼日期       | 奖项               | 获得者                                                                                      | 结果 | 参考资料      |
| -------------------------- | -------------- | ------------------ | ------------------------------------------------------------------------------------------- | ---- | ------------- |
| Animation is Film Fesitval | 2022年10月22日 | 评审团特别奖       | 《我爸爸的小飞龙》                                                                          | 獲獎 | [ 19 ] [ 20 ] |
| 好莱坞媒体音乐奖           | 2022年11月16日 | 最佳动画片原创歌曲 | 麥可·唐納、杰夫·达纳、弗兰克·达纳（Frank Danna）、诺拉·托梅、梅格·蕾法芙（Lift Your Wings） | 提名 | [ 21 ]        |